# Атлантик Сити (филм)
„Атлантик Сити“ (на френски: Atlantic City) е канадско-френски филм от 1980 година, на режисьора Луи Мал.

## Сюжет
Гангстерът Лу, който работи през цялото време като „поръчково момче“ в криминалния бизнес, се оттегля и живее в Атлантик Сити, втората столица на американския хазарт. Но животът на Лу се променя, когато се среща с младия измамник Дейв, който е откраднал наркотици от мафията и бившата му съпруга Сали, която работи в казино в Атлантик Сити. Мафиотите убиват Дейв, но не намират парите, нито кокаина и започват да следят и тероризират Лу и Сали.

## В ролите
| Изпълнител     | Роля        |
| -------------- | ----------- |
| Бърт Ланкастър | Лу Паскал   |
| Сюзън Сарандън | Сали Матюс  |
| Кейт Рид       | Грейс Пинца |
| Мишел Пиколи   | Жозеф       |
| Ел Уексмън     | Алфи        |
| Робърт Джой    | Дейв Матюс  |
| Холис Макларен | Криси       |

## Награди и номинации
- 1980 Печели Наградата „Златен лъв“.